# Szczutków
Szczutków – wieś w Polsce położona w województwie podkarpackim, w powiecie lubaczowskim, w gminie Lubaczów.
W dokumencie lokacyjnym Lubaczowa z 1376 r. wymieniony jest Młodów, być może wieś jeszcze wówczas „młoda”. W tym samym czasie istniał już Szczutków, który jako „Szczytatycze” w 1388 r., za sprawą księcia mazowieckiego i bełskiego Ziemowita IV, szwagra króla Władysława Jagiełły, przekazany został na uposażenie parafii łacińskiej w Lubaczowie. Przypuszcza się, iż była to osada służebna, której mieszkańcy trudnili się wyrobem tzw. „szczytów”, czyli tarcz bojowych, dostarczanych na potrzeby zamku lubaczowskiego.
W latach 1975–1998 miejscowość administracyjnie należała do województwa przemyskiego.
Wierni Kościoła rzymskokatolickiego należą do parafii Parafia Objawienia Pańskiego w Łukawcu.

## Części wsi
| SIMC    | Nazwa             | Rodzaj     |
| ------- | ----------------- | ---------- |
| 0606381 | Mielniki          | część wsi  |
| 0606398 | Onyszczaki        | część wsi  |
| 0606406 | Prewendy          | część wsi  |
| 0606429 | Ruda Szczutkowska | przysiółek |
| 0606412 | Szyszaki          | część wsi  |

Na przełomie XVI i XVII wieku Szczutkow położona była w województwie bełskim. Wieś klucza łukawieckiego biskupów przemyskich. 
We wsi znajduje się dawna cerkiew greckokatolicka pw. św. Dymitra Męczennika, wzniesiona w 1904 w miejscu poprzedniej; po 1946 kaplica rzymskokatolicka pw. św. Wawrzyńca. W północno-zachodnim narożu zlokalizowana jest drewniana dzwonnica wzniesiona przed 1825 (przebudowana w 1895 i przed 1903). Położenie zespołu cerkiewnego posiada obronny charakter. W sąsiedztwie zespołu cerkiewnego istnieje cmentarz parafialny z nagrobkami bruśnieńskimi.
W 1956 w rejonie Szczutkowa dokonano odkrycia dużych złóż gazu ziemnego.
15 marca 1963 nastąpił samoczynny wybuch gazu, powstał wtedy niewielki krater na rzece Lubaczówka, z którego wydobywał się słup ognia sięgający 30 m. Gaz zanim go ugaszono płonął kilka miesięcy, a jego eksploatacja trwa nadal.